# Avesnes-en-Saosnois
Avesnes-en-Saosnois é uma comuna francesa na região administrativa do País do Loire, no departamento de Sarthe. Estende-se por uma área de 5.68 km². Em 2010 a comuna tinha 90 habitantes (densidade: 15,8 hab./km²).